# Cyclopogon comosus
Cyclopogon comosus là một loài thực vật có hoa trong họ Lan. Loài này được (Rchb.f.) Burns-Bal. & E.W.Greenw. mô tả khoa học đầu tiên năm 1986.